# Manchester Private Hospital
Manchester Private Hospital es una organización sanitaria situada en Regents Place, Reino Unido. Es propiedad de Arogya Connected Health Ltd.

## Historia
Manchester Private Hospital fue fundado por Shivram Singh, Gopal Mahadev y Nimish Mathur en 2016. El promotor adquirió el edificio en 2017 junto con el hospital privado de Londres por 6,5 millones de libras esterlinas y lo arrendó a Arogya Connected Health Ltd en régimen de alquiler. Se trata de un proveedor privado de asistencia sanitaria que gestiona Arogya Connected Health Ltd y que tiene su sede en Salford, Mánchester.
El Manchester Private Hospital está especializado en cirugía electiva y cirugía estética. Se trata de un hospital privado con 10 camas y 74 plazas de aparcamiento gratuito para sus pacientes y visitantes. Sus cirujanos están registrados en el Consejo Médico General (GMC) y también son miembros de sus respectivas asociaciones profesionales, como el Real Colegio de Cirujanos, la Asociación Británica de Cirujanos Plásticos Estéticos (BAAPS), la Asociación Británica de Cirujanos Plásticos y Reconstructivos (BAPRAS), la Asociación Británica de Escultura Corporal (BABS), el Colegio Británico de Medicina Estética (BCAM).

## Conformidad
El Manchester Private Hospital está regulado por la Care Quality Commission (CQC) para el tratamiento de enfermedades, trastornos o lesiones. Según su sitio web, los implantes se utilizan de conformidad con el Breast Implant Registry (Registro de implantes mamarios). Como parte del cumplimiento normativo, los cirujanos del Manchester Private Hospital están registrados en el Consejo Médico General (GMC) y forman parte del Registro Especializado de Cirujanos Plásticos, además de ser miembros de organismos profesionales. Sus enfermeras y ODP están registrados en el Nursing and Midwifery Council (NMC) y en el Health and Care Professions Council (HCPC).
El Manchester Private Hospital es miembro del Independent Sector Complaints Adjudication Service (ISCAS), que se encarga de la resolución independiente de las reclamaciones de sus pacientes.
Manchester Private Hospital utiliza implantes mamarios proporcionados por GC Aesthetics, que ofrece una amplia garantía de por vida para proporcionar implantes mamarios GCA de sustitución. Todos los implantes mamarios que utiliza están registrados en el Breast and Cosmetic Implant Registry (BCIR).
Manchester Private Hospital también ofrece la liposucción Vaser, incluida la liposucción 360, tanto bajo anestesia local como general, como procedimiento ambulatorio. Las prendas de compresión proporcionadas por Lipoelastic se fabrican en la UE.
El Manchester Private Hospital fue uno de los primeros hospitales en ofrecer el tratamiento con plasma Renuvion J (tecnología de plasma de helio) en el Reino Unido.